# シトロバクター属
シトロバクター属はプロテオバクテリア門γプロテオバクテリア綱エンテロバクター目腸内細菌科の真性細菌の属である。属名はクエン酸代謝能力を持つことに因む。11の種 (分類学)が知られている。無芽胞形成グラム陰性通性嫌気性桿菌である。運動性を有する。かつてCitrobacter diversusがこの属に含まれていたが、現在は除名されている。
GC比は50から52。グルコース、ラクトース、クエン酸、ムコン酸及び酒石酸を代謝でき、混合酸発酵を行う。一部はシアン化カリウム、硫化水素も利用できる。食物や糞、水中及び土壌中に存在し、日和見感染症の原因菌となる。